# Karasica
Karasica – wieś w Polsce położona w województwie łódzkim, w powiecie zgierskim, w gminie Głowno. Wieś graniczy z ulicą Konarową należącą do Głowna oraz z Bronisławowem.
W latach 1975–1998 miejscowość administracyjnie należała do ówczesnego województwa łódzkiego.
Karasica powstała na przełomie XVIII i XIX wieku. Przed wojną istniała tu szkoła podstawowa kl. I-III, Ochotnicza Straż Pożarna i cmentarz żydowski, który został zniszczony po II wojnie światowej.
Sołtysem wsi od 2019 roku jest Pani Dorota Łyś, która po czterdziestu latach zastąpiła na tym stanowisku Pana Jana Kucińskiego.
Od 2018 roku radnym Rady Gminy Głowno jest mieszkaniec Karasicy Pan Michał Wójcik.
Od 1 stycznia 2010 działa tu również Klub Sportowy Karasica.